# Wilhelm Schloz (Bergsteiger)
Wilhelm Schloz (* 5. April 1940 in Stuttgart) ist ein deutscher Geologe und Bergsteiger.

## Leben
Der Sohn des Dichters Wilhelm Schloz wuchs in Stuttgart auf und studierte Geologie. An der Universität Stuttgart wurde er 1971 promoviert. Schloz war Hydrogeologe beim Land Baden-Württemberg und wohnt nach seinem Ruhestand in Esslingen am Neckar.
Bereits seit jungen Jahren Bergsteiger war er mehrfach Teilnehmer bei Expeditionen von Karl Maria Herrligkoffer.
- 1964: Erste Kundfahrt zur Rupalflanke am Nanga Parbat[4]
- 1968: Toni-Kinshofer-Gedächtnisexpedition an den Nanga Parbat. Dabei erreichte Schloz zusammen mit Peter Scholz in der Rupalflanke mit 7200 Metern die maximale Höhe dieser Expedition.
- 1976: Stauning Alper, Ostgrönland. Dort mehrere Zweitbesteigungen und eine Erstbegehung.[5]

Schloz war bis Januar 2016 stellvertretender Vorsitzender im DAV-Landesverband Baden-Württemberg. 1983 wurde unter seiner Leitung der Umweltarbeitskreis der Sektion Schwaben des Deutschen Alpenvereins gegründet. Von 2008 bis 2014 war er Vorsitzender der Sektion Schwaben. 2017 wurde Schloz mit der Ehrennadel des Landesnaturschutzverbandes Baden-Württemberg ausgezeichnet.

## Schriften
- Zur Bildungsgeschichte der Oolithenbank (Hettangium) in Baden-Württemberg. Stuttgart, Univ., Diss., 1971. Arb. aus dem Inst. f. Geologie u. Paläontologie d. Univ. Stuttgart. N.F. 67. 1972.